# Carnavalul din Basel

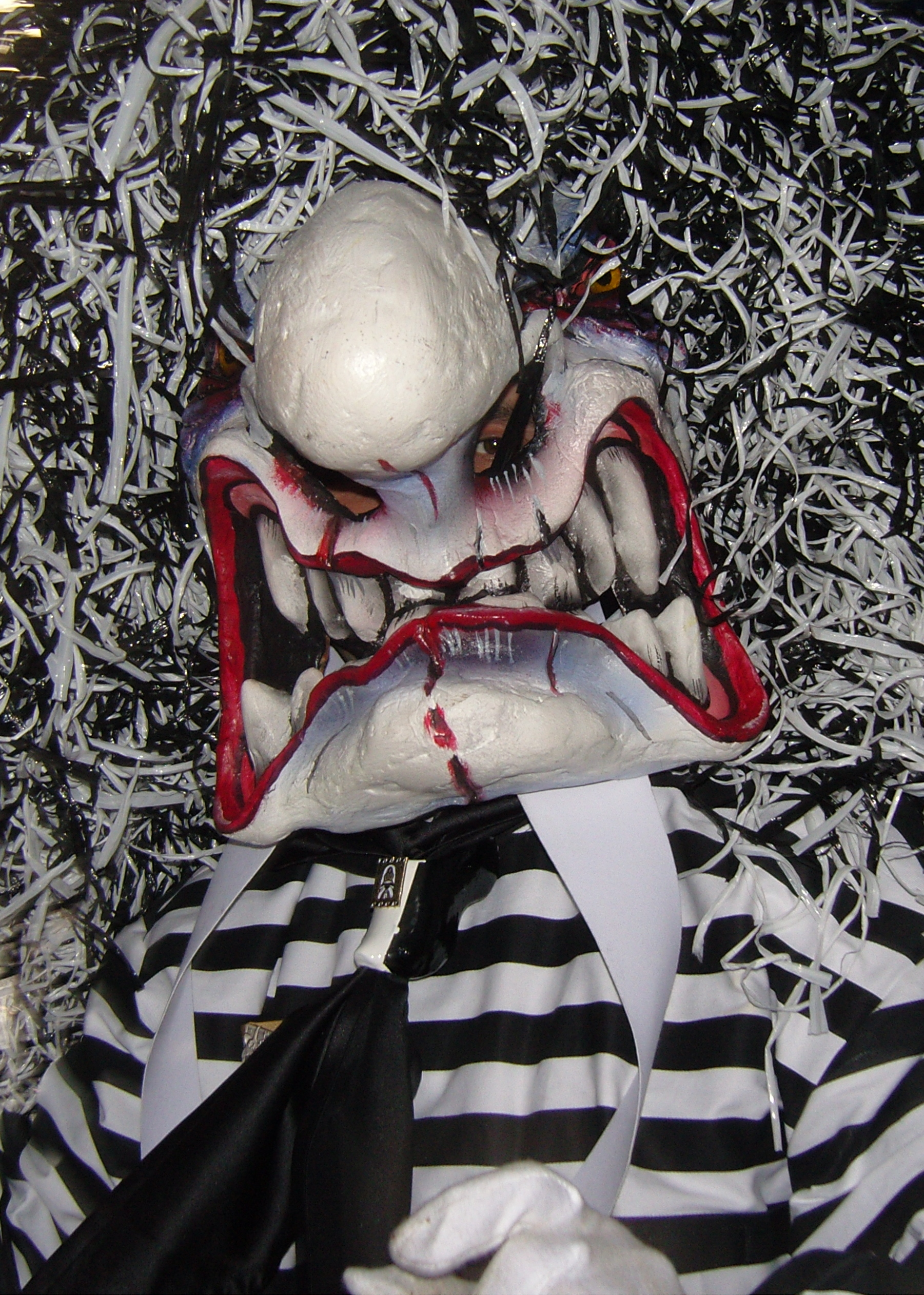
Waggislarve

Carnavalul din Basel (Basler Fasnacht), nu numai de către ei numit ca drey scheenschte dääg (cele mai frumoase trei zile) este cel mai mare carnaval din Elveția. Acesta începe în lunea de după miercurea cenușii la ora 4.00 sunt cu Morgestraich⁠(d), durează exact 72 de ore și se încheie în dimineața zilei de joi, din nou, în jurul orei 4, cu Ändstraich. În acest interval centrul orașului Basel este ocupat de grupuri⁠(d) de carnavaliști care petrec pe străzi, localuri și magazine. Carnavalul din Basel a fost adăugat în decembrie 2017 pe lista Reprezentativă a patrimoniului cultural imaterial al umanității.

## Data carnavalului
Inițial carnavalul a fost un ultim prilej de sărbatoare înaintea privațiunilor din timpul postului de 40 de zile de dinaintea Paștelui. În timpul carnavalului se consumau și toate stocurile de alimente perisabile. Respectarea postului de 40 de zile  a fost în evul mediu în multe locuri obligatorii. Obiceiul vechi Creștin cerea ca timp de patruzeci de zile consecutive înainte de duminica Paștelui să se țina post. Această cerință a fost începând cu anul 1091 în timpul Sinodului de la Benevento atenuată în sensul că de acum înainte, duminica va fi permisă întreruperea postului. Însă deoarece cele 40 de zile trebuiau postite, începutul carnavalului s-a amânat cu 4 zile datorită celor 4 duminici din timpul postului, adăugându-se la zilele de post cele doua zile festive al Paștelui Vinerea Mare și Sâmbăta Mare.
Această schimbare nu a fost peste tot bine-venită așa că de acum existau doua date de început ale carnavalui: una a carnavalului domnilor (sau a preoților), care se orienta după legiferările Conciliului de la Benevento, iar altă dată pentru carnavalul țăranului⁠(d), la data inițială. Numele indică deja că primul carnaval era ținut de oamenii înstăriți iar a doua data, de către majoritatea oamenilor. De aceea, până în ziua de azi se folosește expresia : "Kunnsch hindedryy wie die alt Fasnacht!" (ai venit așa de tărziu, ai întârziat ca și carnaval vechi).
Carnavalul din Basel are loc la data "carnavalului țăranilor". La întrebarea, când și de ce la Basel are loc tocmai la aceasta data nu are, până în prezent, nici o explicație convingătoare. Si in restul  teritoriului unde se vorbesc diferite dialecte ale germanei vechi, alemane, se păstrează și până în ziua de azi multe tradiții ce țin de acest  carnavalal țăranilor. Opinia larg răspândită, că datele diferite ale carnavalului țin de schimbarea calendarului de la cel  Iulian la cel Gregorian calendar, este greșită. Simplul fapt că au fost 10 zile sărite atunci când s-a trecut de la un calendar la celălalt, arată că începutul carnavalului nu are nimic de a face cu trecerea mai sus amintită.
În anul 1529,  Basel s-a declarat oficial oraș reformat. Astfel, printre alte lucruri, postul Paștelui a fost abolit și carnavalul interzis. Spre deosebire de alte ținuturi reformate, autoritățile din Basel nu au reușit să impună această nouă regulă. Așa se face că doar la Basel a rămas singurul carnaval "protestant" din Elveția. Au fost multe anecdote pe această temă, cum Biserica Evanghelică de atunci și până aproape de timpurile moderne a încercat, fără succes, să  lupte împotriva carnavalului și a asociatei lui decăderi morale și spirituale. De asemenea, și autoritățile au încercat în mai multe rânduri să interzică carnavalul, impunând  câteodată  sancțiuni severe, temându-se în parte de potențialele acțiuni subversive ale carnavalului. Cu toate acestea, diferitele interdicțiile nu au avut un succes permanent. Sub pretextul ajutorului cu alimente sau cu arme, s-a putut ocoli interdicția de a se organiza carnavalul, și de aceea în timpul carnavalului din Basel se aud și azi sunete de fanfară militară. 
Dacă te uiți pe calendar și începi să numeri începând din sâmbăta Paștelui (în alte părți numită și Sâmbăta Mare) ca ultima zi de post, patruzeci de zile înapoi, se ajunge la Începutul carnavalului din Basel într-o marți, în prima zi de post. Astfel începe Carnavalul, luni, la o data "corectă", în postul mare. Dar aceasta nu este o contradicție, pentru că, pe de o parte este forma actuală a carnavalului care durează 3 zile, o tradiție veche însă modificată în timpurile mai apropiate de noi, iar pe de altă parte, perioada de post fusese oricum abolită odată cu adoptarea Reformei protestante.
Prima dată posibilă pentru Morgestraich⁠(d) este 9 februarie, iar cea mai târzie este de 15 martie.

## Privire de ansamblu
Carnavalul din Basel –pe viitor numit doar carnaval – diferă foarte mult de carnavalul "petrecăreților" care are loc în regiunile de-a lungul Rinului. O primă și mare diferență este aceea a separării stricte între spectatori și carnavaliști.
Fiecare dintre cei aproximativ 18'000 de carnavaliști activi poartă un costum cu o larva⁠(d) (mască). Costumul lor le acoperă întreg corpul astfel încât nu este posibilă recunoașterea purtătorului. Pentru un carnavalist care se respectă este foarte important acest fapt și anume, de a nu fi recunoscut în public. Diversele grupuri de carnavaliști poartă, în afară de «Morgestraich», costume asemănătoare care răspund unei teme deja date. De multe ori măștile imită persoane publice cunoscute, politicieni sau alte celebrități, câteodată și personaje de desene animate sau animale. Dar există, de asemenea, și măști tradiționale, cum ar fi cele ce amintesc de armata franceză din timpul războaielor Napoleoniene, clovni, mătuși în vârstă ( bunicuțe),mașini sau tractoare cu remorci frumos decorate așa-numite Waggis.
Grupurile de carnavaliști care atrag cel mai mult atenția sunt cele de toboșari și flautiști.Ei cântă în centrul orașului tot timpul marșului⁠(d), la flaute mici acompaniați de sunetul specific altobelor⁠(d) specifice Basel-ului. Centrul orașului Basel este, prin urmare, în aceste trei zile locul celui mai mare concert de flautiști din lume. Un grup constă de obicei, dintr-un dirijor (cel care conduce grupul), flautiștii, toba mare și toboșari. Grupurile nu au un traseu anume de urmat (cu excepția Cortegiului⁠(d)). Se mai întâplă câteodată ca traseul a două sau mai multor grupuri să se intersecteze. În acest caz, un grup se oprește și așteaptă până ce celelalte grupuri trec.Când un spectator al vreunui grup rămâne în calea altui grup, atunci acesta este impins ușor de către dirijor deoparte.
Pe lângă grupurile de flautiști, la carnaval mai iau parte și grupurile care cântă la trompete, saxofoane, tromboane,acompaniați de diferite tobe, cântând ritmuri vii de așa-numita muzica-guggen⁠(d). Colectivul intrumentiștilor nu cântă însă atunci când este "Morgestraich" ci numai la Cortegiile de luni și miercuri și serile, mai ales marți seara, la concertele cu muzică guggen.În plus, străzile sunt pline participanți neorganizați care sunt numiți "Schyssdräggziigli". Ei sunt costumați ca Waggis și aruncă cu Confetti în public (în dialectul german care se vorbește în Basel acestea se numesc Räppli) sau atunci când se ivește prilejul, băgându-le în geci sau în buzunare.
Majoritatea grupurilor de carnavaliști își găsesc o temă pentru carnaval, un așa-numit Subiect ( Sujet- din franceză pentru Tema, Subiect), Subiect ( sau Temă) care se va regăsi în prezentarea ulterioara a costumelor .De obicei, este vorba de teme legate de istorie unde sunt prezentate critici într-o formă satirică. Temele sunt prezentate la Morgenstraich odată cu venirea felinarelor. În timpul Cortegiului sunt prezentate costumele și diferitele accesorii ce aparțin subiectului abordat.Pe lângă toate acestea, mai sunt împărțite publicului hârtiuțe ce conțin versuri ironice ce se potrivesc motivului abordat, așa-numitele Zeedel.

## Tradiții și momente importante ale carnavalului

### Morgestraich
Luni dimineata la ora 4, la Morgestraich, este preludiul carnavalului. În acest moment, centrul orașului este în întuneric aproape total, iluminatul stradal fiind cu acest prilej întrerupt.
Singura lumină vine de la felinarele diferitelor grupuri de carnavaliști când cu acest prilej își prezintă Subiectul ales. În fața tuturor grupurilor se află un felinar mare, care poate atinge și 4 metri înălțime, felinar care poate fi tras sau amplasat pe un car. Participanții activi ai grupurilor poartă și o lanternă pe cap, fapt ce ajută la recunoașterea diferiților membri, asta deoarece  în acest moment la Morgenstraich nu se poartă costumele proprii,ci fiecare se îmbracă cum dorește. Acest mod liber de a se vestimenta se numește Charivari.
La comanda "Morgestraich, înainte marș" tamburii majori ai grupurilor se pun în mișcare. Toți participanții bat din tobe și fluieră puternic din instrumente în același ritm ( la început), de aici și numele de "Morgestraich".Muzica de tip "Guggen" nu se cântă deocamdată.
De Morgenstraich,restaurantele și celelalte localuri sunt deschise, multe dintre ele rămânând deschise pe toate durata de 72 de ore a carnavalului. Mii de spectatori se bucură de tradiționalele mâncăruri de carnaval: supă de făină⁠(d), plăcintă cu ceapă⁠(d) sau plăcintă cu brânză⁠(d) (o plăcintă care nu este mult crescută, umplută cu brânză, puțin picantă, care de obicei se consumă caldă).

#### Istorie
Tradiția marșului de dimineață, Morgenstraich, datează deja din secolul al 18-lea, cu diferența că atunci nu se purtau felinare în schimb se auzeau focuri de armă și zgomot mare.Tobele erau  permise doar atunci când se lumina de ziuă, cu toate că acest lucru nu era întotdeauna exact respectat. După războiul civil din 1833 privind Separarea cantoanelor, carnavalul din anul 1834 a fost interzis. În 1835, a intrat in vigoare un nou regulament al carnavalului, mai permisiv. Cu acest prilej a fost permis bătutul tobelor de la 4 dimineața. De atunci, a rămas acest fapt ca începutul oficial al carnavalului și în foarte mare parte,respectat.
În primii ani ai de-acum "oficialului" Morgenstraich, participanții purtau făclii. În anul 1845 acest lucru a fost interzis datorită pericolului de incendiu și de aceea,în locul făcliilor au apărut  felinarele. Felinarele foarte mari care azi reprezintă un element foarte important al carnavalului, au fost introduse mult mai târziu.
Morgenstreich sau  Adunarea erau la origine cuvinte care reprezentau sunetul de trompetă prin care erau chemate trupele. În Basel, în cadrul Regulamentului carnavalului cu privire la denumiri distractive ,de-abia în 1808 menționarea cuvântului  Morgenstreich a fost pusă în legătură cu carnavalul.

### Cortegiile
Sub denumirea de Cortegii se înțeleg Marșurile de carnaval⁠(d) care au loc în centrul orașului lunea și miercurea. Marșurile au deja rutele deja stabilite, o rută are loc mai spre interiorul orașului, alta mai spre exterior, direcția marșurilor fiind unul către celălalalt. Marșurile din Basel nu se aseamănă cu cele care au loc, de exemplu, de Lunea Trandafirilor (lunea dinainte de  Miercuriea Cenușii) în  Köln și Mainz, deosebindu-se prin faptul că nu pornesc dintr-un punct și se opresc într-altul,ci merg în cerc, fiecare grup de carnavaliști pornind din alt punct alt traseului. Fiecare grupă are un anumit punct de plecare și o anumită oră, durata marșului și pauzele care se fac ad-hoc rămânând totuși la dispoziția participanților. Ordinea plecarii și locul stabilit fiecărui grup se schimbă de fiecare dată, nefiind o ordine prestabilită. De aceea, pentru participanții la carnaval din Basel este foarte important să specifice că nu este vorba de un marș, în sensul că se pleacă dintr-un punct și se ajunge la altul. Denumirea  generală dată de «Cortegiu»,un cuvânt franțuzesc care se referă la paradă, nu este văzut de participanți ca o contradicție. O altă denumire des folosită mai este și «să faci o tură».
În timpul paradei, grupurile de carnavaliști își etalează carele sau mașinile de carnaval frumos și cu migală decorate,pe care sunt marionetele care reprezintă tema alesă de acea dată. De pe mașini se aruncă fructe și dulciuri copiilor iar fetele primesc flori. Cei care nu poartă o insignă specială care se referă la carnaval, numită «Blaggedde» (Plăcuță), primesc cel mult un pumn  de «Räppli» (Confetti).

### Carnavalul copiilor și al familiilor
Carnavalul copiilor și al familiilor are loc marțea. Și de această dată au loc parade prin oraș, familiile mărșăluind alături de copii. Câteodată, mai multe familii se unesc și decorează împreună un car alegoric. Dacă membrii familiilor fac parte din grupuri de carnavaliști diferite, atunci se pot vedea măștile diferite defilând împreună.
Din partea copiilor, mai ales a celor mici, nu se așteaptă ca aceștia să fie costumați complet de carnaval, costumele complete fiind destul de grele. Cele mai frecvente costume în afară de cele tradiționale, sunt cele de  cowboy, prințese sau ceva asemănător lor.

### Gugge-Concerte
În noaptea de marți, centrul orașului și piețele importante sunt ocupate de cântăreții de muzică Guggen,(Guggenmusik)⁠(d)  care cu instrumentelelor de suflat alimentează atmosfera proprie carnavalului.Se cântă la tobe mici și mari, xilofoane și alte instrumente de percuție.Trompetele, tromboanele și alte intrumente de suflat nu cântă întotdeauna cu o anumită intonație ci în mod deliberat  "greșit" sau "fals".În Piața centrală⁠(d) și Barfüsserplatz⁠(d) sunt construite scene mari unde au loc concertele de seară urmărite de mii de spectatori. Formațiile de cântăreți care iau parte la aceste concerte,pornesc un marș de la Piața expoziției⁠(d), trec peste Mittlere Brücke⁠(d) și ajung Grossbasel.⁠(d) În afara celor două mari scene unde au loc concerte, se mai poate concerta și  în alte locuri, formându-se standuri ad-hoc pe străzile mai mici, câteodată cântându-se chiar în restaurante sau în pub-uri. Toboșarii si alți instrumentiști ai grupurilor de carnavaliști se retrag în această perioadă pe strazile mai mici sau în cartierele marginașe ale orașului.

### Expoziția de felinare
De luni seară până miercuri dimineață în piața din fața catedralei din Basel⁠(d) are loc o expoziție cu toate felinarele – aproximativ 200 – ale grupurilor de carnavaliști. Felinarele sunt aprinse seara; inscripțiile care se regăsesc acolo sunt foarte sarcastice și de obicei scrise în dialectul local.

### Expoziția mașinilor și a elementelor de decor
De asemenea, de luni seară până miercuri dimineață, la cazarmă⁠(d), expoziția de mașini și diferitelor elemente de recuzită. Din cauza spațiului disponibil limitat, doar 25 din cele 120 de care vor lua parte la procesiune vor fi expuse. În afară de acestea, mai sunt expuse aproximativ 40 de elemente de recuzită ce aparțin diverselor grupuri. Marți după-amiază, copii pot face o scurtă plimbare pe o mașină mică de tip Waggis, prezentându-le cu această ocazie figurile de carnaval "Waggis".

### "Schnitzelbängg" și "Zeedel"
Schnitzelbängg⁠(d) (în dialectul din Basel: "dr. Bangg") este o continuare a tradiției de povestitori⁠(d) . Aceștia,într-un mod sarcastic și ironic, fac glume spuse în dialectul local (Baseldeutsch)⁠(d), câteodată acompaniați muzical,cu privire la evenimentele care au avut loc în anul ce tocmai a trecut. Glumele sunt însoțite de ilustrații sau desene prezentate pe un panou care sunt răsfoite de-a lungul spectacolului.
Schnitzelbängg poate fi asemănat cu discursurile tradiționale de carnaval care au loc în Germania (Büttenrede)⁠(d) ; cele din Basel sunt  în conformitate cu "Zeedel", foițele de hârtie pline cu versuri, versuri ce fac referire la subiectul ales de diferite grupuri de carnavaliști. În timpul cortegiului aceste foițe sunt împărțite publicului spectator.
Povestitorii-cântăreți dau spectacole în zilele de luni și miercuri seara, în diverse localuri și cafenele. Mulți dintre ei deja de marți își încheie prestațiile, alte reprezentații având loc doar în pub-urile speciale ale carnavaliștilor.

### Pe alei
Pe lângă evenimentele mai mult sau mai puțin organizate de carnaval, cum ar fi  "Morgestraich", Cortegiile și muzica Guggen, mai există o formă liberă de exprimare a bucuriei carnavalului și anume așa-numitele «Gässle» ( adică pe alei, pe uliță). Această manifestare liberă poate avea loc, teoretic, pe parcursul tuturor  celor 72 de ore ale carnavalului, totuși în timpul Morgestraichs și al Cortegiilor, precum și în cele trei  dimineți sunt de facto inexistente (la Morgestraich, grupurile de carnavaliști sunt toate prezente,muzica guggen nu este permisă iar la paradă sunt iară cu toții prezenți). Prin urmare, momentele propice pentru Gässle sunt în cele trei seri și nopți ale carnavalului precum și întreaga zi de marți ( iar joia până fix la ora 4 după-masa). Atunci când micile grupe de petrecăreți se întâlnesc pe straduțele mici, încep împreună să mărșăluiască cântând fără un traseu anume și fără o țintă precisă pe aleile din centrul orașului( de aici și numele manifestării de "pe alei, pe uliță") . Formațiile de muzică Guggen rămân de obicei în forma lor inițială (datorită diversității de instrumente și de repertoriu este dificil de a se realiza ad-hoc noi grupuri), și mărșăluiesc cântând pe străzile principale ale orașului. De asemenea, membrii asociațiilor rămân împreună și petrec luni și miercuri seara. Deși instrumentele grupurilor de muzicanți sunt în general asemănătoare, există în repertoriu precum și în interpretarea individuală diferențe de interpretare a diferitelor marșuri. În diverse cârciumi pot fi găsiți povestitorii-cântăreți. De asemenea, pe drum se mai întâlnesc din când în când "Waggis"( costumații complet), de obicei, cu un sac mare și plin de «Räppli» (Confetti).

### Ändstraich- Marșul de sfârșit
«Ändstraich» (Endstreich) marchează, după cum spune și numele, încheierea carnavalului din Basel. Acest fapt are loc, de obicei într-o formă nu întotdeauna organizată, în ultimele minute înainte de ora 4, joi dimineața. Membrii activi ai asociațiile de carnavaliști, după ce întorc de pe  «Gässle», se întâlnesc într-un anume punct în centrul orașului, fiecare asociație având alt punct de întâlnire. Pentru ultima oară, carnavaliștii formează un cerc cu un felinar în mijloc ( daca mai au ), se bate din tobe și se cântă la trompete. Cu aceste ultime acorduri de marș, se ia la revedere de la «Domnul carnaval».

### Aruncatul cu confetti (Räppli)
După descrierea unui istoric local, aruncatul cu confetti (Confetti) este un obicei tipic celor din Basel, obicei care de-a lungul timpului s-a răspândit și în alte regiuni. Cu toate că acest lucru nu poate fi cu siguranță dovedit, este un fapt cert că de-a lungul celor 3 zile de carnaval, în Basel se aruncă cu mult mai multe confetti decât se aruncă de ex., în Mainz sau în Köln.
Cu numele de confetii se înțelegea la început biluțe mici de zahăr care erau aruncate sau împărțite spectatorilor de pe carele alegorice. Acest fapt a fost însă în secolul al 19-lea interzis. Până la această interdicție, se mai arunca și cu grâu. Ca înlocuitor al acestor lucruri s-a apelat la bucațelele foarte mici de hârtie. Ca spectator, trebuie tot timpul să fii pregătit ca nu cumva, un carnavalist să te "acopere" cu confetti sau să ți le bage pe sub haine( să te umple) . Este o regulă nescrisă care spune că asupra carnavaliștilor mascați nu este voie a se arunca cu confetti. În schimb, spectatorii care nu au insigne proprii carnavalului (Plakette) sunt o țintă predilectă.
Pe rutele  Cortegiilor, stratul de confetti aruncate ajunge la câțiva centimetri înălțime. În dimineața următoare, serviciul de salubrizare al orașului curăță totul .
În Basel se vând în săculeți plini de confetti de o singură culoare. Acest lucru se face din motive de igienă, pentru a se împiedica aruncarea încă o dată a confetiilor deja căzute la pământ. Deci,cine în Basel aruncă confetti colorate, înseamnă că le-a luat de pe jos.
Spre deosebire de Basel, la carnavalul din Lucerna⁠(d) există un tun ("Fötzeliräge") care marchează începutul carnavalului și cu această ocazie sunt aruncate în aer cantități mari de confetti confecționate din ziare. Atunci se poate spune cu adevărat că "plouă" cu confetti.

### Publicul / Reguli de conduită
Spre deosebire de carnavalul din Germania, publicul din Basel - adică toate persoanele care  nu sunt costumate și nu poartă mască și nu aparțin vreunei asociații proprii carnavalului - are un rol pasiv. Fețele pictate, hainele și alte accesoriile "distractive" sunt puternic dezaprobate. De obicei, publicul poartă haine de stradă și își arată apartenența la carnaval doar prin purtarea unei insigne oficiale  a carnavalului.În timpul celor două Cortèges (parade), publicului îi este permis să ceară carnavaliștilor într-un mod mai mult sau mai puțin insistent dulciuri, portocale sau flori (ceea ce poate duce la o "încărcătură" de confetti). În timpul Cortèges și al "Morgestraich", publicul este obligat să rămână la marginea drumului pentru a permite trecerea grupurilor organizate, în restul timpului rămânând la alegerea sa unde să stea.
Spectacolele  umoristice și muzicale sunt  savurate în regulă în tăcere, cântatul și bătutul ritmic din palme (în afară de aplauze) are loc doar în cazuri excepționale. Fotografiatul cu blitz este privit la Morgestraich cu foarte multă reticență, prin  acest fapt perturbându-se atmosfera proprie carnavalului. În plus, pentru membrii care poartă măști cu fante înguste este deosebit de enervant și neplăcut acest fapt, deoarece lumina blitz-urilor este foarte puternică, străzile la acea oră fiind oricum în întuneric și neputându-se deosebi prea mult detaliile.
Chiar dacă în timpul carnavalului se poate consuma alcool, nu este în nici un fel încurajată starea de beție. Consumul excesiv de alcool este dezaprobat, în special de către cei mai mulți dintre membrii activi ai asociațiilor .
Participarea la evenimentele oficiale ale carnavalului, cum ar fi "Morgestraich", Cortèges și "Guggekonzärt" este permisă numai după înregistrarea la societatea care se ocupă cu organizarea carnavalului în mod oficial din Basel. Grupurilor externe – precum și restului publicului – le este participarea interzisă, însă cu toate acestea se poate, cu condiția ca normele minime de costumație pentru carnaval să fie îndeplinite (costum complet cu mască, ca instrumente muzicale, tobele specifice Basel-ului, Piccolo, sau Gugge, insigna de carnaval), poată participa din proprie inițiativă la  «Gässle» (pe alei). Doritorilor le este permisă înscrierea într-un grup oficial de carnavaliști; în ziua de azi, o mare parte din membrii grupurilor oficiale nu mai provine din orașul Basel, ci din zona înconjurătoare.

## Organizare și finanțare, placa
Din 1911, cei ce răspund de organizarea oficială a carnavalului precum și de tot ce ține de aspectele legale ce țin de acest eveniment, s-au unit înComitetul de organizare a carnavalului⁠(d). Acest Comitet este responsabil și cu emiterea de insigne specifice carnavalului ("Blaggedde"). Acestea sunt disponibile în patru versiuni și costul variază între 9 și 100 de franci elvețieni (cupru: CHF 9, argint: CHF 18, Aur: CHF 45, Bijou (argint aurit): 100 CHF). Toate încasările merg la grupurilede carnavaliști. Deși vizitatorilor nu le este cerut în mod expres acest lucru, se așteaptă totuși de la ei achiziționarea  de insigne ca mijloc de ajutor pentru finanțarea grupurilor.

## Carnavalul în cifre
În 2004 la Comitetul carnavalului erau peste  480 de grupuri înscrise, dintre care 141 de grupuri și asociații, 141 de care și mașini alegorice, 61 de grupuri de muzică gugen, 86 de grupuri cu tobe și trompete, precum și 55 de măști individuale și alte grupuri mici. În total, au luat parte la carnaval peste 12'000 de participanți plus încă aproximativ 6.000 de carnavaliști care nu aparțineau nici unui grup. Au fost 185 de felinare care au purtate sau trase cu ajutorul unui cadru mobil.

## Înainte și după carnaval
Numeroase activități au loc înainte de carnaval și după carnaval. Următoarea prezentare generală sintetizează cele mai importante evenimente.

### Evenimentele ce preced carnavalul
Evenimentele dinaintea carnavalui  sunt de obicei evenimente ce reprezintă o repetiție ce privește carnavalul propriu-zis, ca de exemplu, spectacole de bâlcidate cu ajutorul intrumentelor muzicale proprii carnavalului sau cu alte intrumente. Următoarea listă prezintă cele mai populare evenimente recurente:
- Zofingerconzärtli, asociația studențească  Zofingia⁠(d) (cea mai veche activitate premergătoare carnavalului)
- Fasnachtskiechli cu Almi & Salvi
- Mimösli în Häbsetheater
- Concerte cu tobe și trompete
- Pfyfferli în teatrul Fauteuil⁠(d)
- Charivari în Volkshaus
- Serenada de confetti  în Rheinpark (în 2005 s-a decis de către grupurile oficiale să nu se mai facă)
- Stubete la Restaurantul "Atlantis"
- Kinder-Charivari în Teatrul Basel⁠(d)
- Concertul de tobe  "Drummeli" în Teatrul Muzical din Basel
- Carnavalul de bratari (pentru copii și familii), Teatru Arlecchino
- E Ridicol în teatrul Helmut Förnbacher,⁠(d) Badischen Bahnhof 
⁠(d)
- Wirrlete, satiră de dinaintea carnavalului (la fiecare doi ani începând cu anul 2006).

### Felinarele însoțite de trompete
"Ladärne yypfyffe" (fluieratul felinarelor) are loc duminica seara, înainte de carnaval. Cu acest prilej, felinarele ( cele mai multe încă acoperite) sunt transportate din atelier la locul de plecare al grupurilor. Acest fapt este însoțit de sunetul trompetelor. Toboșarii își lasă cu această ocazie instrumentele acasă.

### Stingerea felinarelor
"Ladärne verabschiide" (stingerea felinarelor sau despărțirea de felinare) are loc joi noaptea, de carnaval. Cu acest prilej există un ritual specific. Cei mai mulți membrii ai grupurilor formează un cerc în jurul felinarului ("Ladärne") și intonează diverse marșuri, cum ar fi  Wettsteinmarsch, Tagwacht, Retraite, "Le lancier", sau o altă compoziție. În acest timp, luminile din interiorul felinarelor sunt puțin câte puțin stinse.De obicei acest ritual are loc la exact ora 4 dimineața, la închiderea carnavalului, alteori mai devreme, în cursul serii, și, de obicei, în fața localului des frecventat de către grupul respectiv.

### Banchetele de sâmbătă
În sâmbăta de după carnaval au loc diverse baluri sau banchete care sunt cunoscute sub denumirea de Kehrausball (pe scurt și în dialect : Kehruus). Cu acest prilej, asociațiile de carnavaliști organizează baluri interne ale membrilor în localurile des frecventate.

### Plimbările duminicale
După carnaval, toate grupurile de carnavaliști ( și cele de muzică guggen) se întâlnesc într-una din cele 3 duminici următoare la o așa-numită plimbare (Bummel).  Acest lucru reprezintă încheierea activităților ce au ținut de carnaval și se traduce printr-o scurtă excursie urmată de o vizită într-un restaurant. Seara, după întoarcerea la Basel, membrii grupurilor formează un marș prin centrul orașului, de această data nemascați și necostumați.

## Curiozități
- Din cauza unui ceas potrivit incorect, iluminatul stradal din Basel a fost întrerupt în 2002 deja la ora 3.59.>
- În noaptea de dinaintea Morgestraich în 2006 a nins foarte puternic, așa s-a făcut că în câteva ore stratul de zăpadă a ajuns la 50 de cmși a necesitat eforturi intense pentru a face posibilă organizarea carnavalului. Niciodată nu a avut loc un carnaval cu așa de multă zăpadă . 50 cm reprezintă al treilea ca mărime strat de zăpadă măsurat vreodată și cantitea cea mai mare căzută în decurs de 24 de ore în Basel.
- Cenzura nu a dispărut cu totul . Astfel, în timpul celui de-al Doilea război mondial, niște felinare au trebuit să fie schimbate, deoarece s-a ajuns la părerea că acestea ar putea fi considerate ca fiind provocatoare. De exemplu, în 1939 a trebuit ca felinarele "Schnurebegge", unde  Hitler și Mussolini erau desenați, să fie revopsite.[7]

## Legături externe
Materiale media legate de Carnavalul din Basel la Wikimedia Commons
- Basler Fasnacht Online, d Internet Zytig brad drey scheenschte dääg cu raportare curentă și emisii live în timpul carnavalului
- Comitetul oficial al carnavalului
- Dosarul "Carnavalul din Basel" în altbasel.ch
- Un ghid On-line pentru carnavalul din Basel
- Privire de ansamblu a carnavalului din Basel a marșurilor și autorii lor Arhivat în 17 septembrie 2017, la Wayback Machine.
- Basel carnaval: măști, Mimoza, marșuri, articolul de Karsten-Thilo Raab în Spiegel Online, 1. Februarie 2013
- Declarația carnavalului din Basel Arhivat în 4 martie 2018, la Wayback Machine.